# James Seale
James Ford Seale (født i 1936, død 2. august 2011) var et drabsdømt medlem af den racistiske organisation Ku Klux Klan.
Seale blev dømt skyldig i kidnapningen og drabene på to 19 år gamle sorte teenagere i 1964. Seale blev allerede den gang mistænkt for drabene, men på den tid var det ikke enkelt at sagerne for retten i de amerikanske sydstater. I 2005 tog broren til det ene offeret og en gruppe journalister sagen op på ny. To år senere, i 2007, blev 72 år gamle Seal dømt til tre gange livsvarig fængsel for drab kidnapning og fængsling.